# Герб комуни Вермде
Герб комуни Вермде (швед. Värmdö kommunvapen) — символ шведської адміністративно-територіальної одиниці місцевого самоврядування комуни Вермде.

## Історія
Герб було розроблено для ландскомуни Густавсберг. Отримав королівське затвердження 1960 року.    
Після адміністративно-територіальної реформи, проведеної в Швеції на початку 1970-х років, муніципальні герби стали використовуватися лишень комунами. Цей герб був 1971 року перебраний для нової комуни Вермде.
Герб комуни офіційно зареєстровано 1979 року.

## Опис (блазон)
У синьому полі на червоній основі стоять дві срібні печі для випалу порцеляни.

## Зміст
Сюжет герба представляє дві печі для виробництва порцеляни у містечку Густавсберг.      